# Accent (diacritique)
Pour les articles homonymes, voir accent.
L'accent est un diacritique (du grec ancien διακριτικός / diakritikós, « qui distingue »), c'est-à-dire un signe accompagnant une lettre ou un graphème.

## Exemples d'accent
- L’accent aigu
- Le double accent aigu
- L’accent grave
- Le double accent grave
- L’accent circonflexe
- Le caron